# Diaptomus judayi
Diaptomus judayi är en kräftdjursart som beskrevs av Marsh. Diaptomus judayi ingår i släktet Diaptomus och familjen Diaptomidae. Inga underarter finns listade i Catalogue of Life.